# Con Funk Shun
Con Funk Shun (zuvor bekannt als Project-Soul) war eine US-amerikanische R&B- und Funk-Band, deren Popularität Mitte der 1970er Jahre begann und sich bis in die 1980er Jahre erstreckte. Musikalische Einflüsse waren Earth, Wind and Fire, die Commodores, Chaka Khan und Sly and the Family Stone. Im Jahr 1976 unterzeichneten die Band-Mitglieder bei Mercury Records, tourten ein Jahrzehnt erfolgreich im In- und Ausland und veröffentlichten elf in den US-Billboard-Charts hoch platzierte Alben und zahlreiche Hit-Singles. Die Gruppe löste sich offiziell im Jahr 1986 auf.

## Geschichte
Die Band wurde 1969 als Project-Soul in Vallejo, Kalifornien der Schüler Louis A. McCall Sr. (Schlagzeug/Percussion/Gesang) und Michael Cooper (Rhythmus-Gitarre/Gesang) gegründet. Bis 1971 gehörten der Band auch der Bassist Cedric Martin, der Keyboarder Danny „Sweet Mann“ Thomas, der Trompeter Karl Fuller und der Holzbläser Paul „Maceo“ Harrell an. Bald danach wurde diese klassisch besetzte Gruppe komplett, als Sänger und Multiinstrumentalist Felton Pilatus hinzukam. 1971 gründeten die sieben Musiker eine neue Band, nannten sich Con-Funk-Shun, nach einem Song von dem Instrumentalensemble The Nite-Liter. Sie zogen im Jahre 1973 nach Memphis, Tennessee, wo sie als Reservekünstler von Stax Records für die Gruppe The Soul Children angestellt wurden. Dort erlangten sie die Aufmerksamkeit von Estelle Axton, die sie auf ihrem Label Fretone Records unter Vertrag nahm. Ihr Debüt-Album, Organize Con Funk Shun, erschien im Jahr 1973. Die sieben Bandmitglieder entschieden sich im Jahr 1974, die Band in Con Funk Shun (ohne Bindestriche) umzubenennen.
Im Jahr 1976 erhielt Con Funk Shun einen Vertrag bei Mercury Records und produzierte elf Alben über einen Zeitraum von zehn Jahren. Das Album Secrets erreichte 1977 Gold in den USA, drei weitere Gold-Alben folgten.
In der Gruppe hatten sich in den 1980er Jahren Spannungen aufgebaut, und das letzte Album der Band, Burning Love wurde ohne Songwriter und Sänger Felton Pilatus aufgenommen. Nach dem Verlassen von Mercury Records in 1987, traten die ursprünglichen Bandmitglieder nicht mehr als Con Funk Shun auf und nahmen keine Alben mehr auf.

## Diskografie

### Alben
| Jahr | Titel          | Höchstplatzierung, Gesamtwochen, AuszeichnungChartplatzierungen (Jahr, Titel, Platzierungen, Wochen, Auszeichnungen, Anmerkungen) | Höchstplatzierung, Gesamtwochen, AuszeichnungChartplatzierungen (Jahr, Titel, Platzierungen, Wochen, Auszeichnungen, Anmerkungen) | Anmerkungen |
| Jahr | Titel          | US | R&B | Anmerkungen |
| ---- | -------------- | --- | --- | ----------- |
| 1977 | Secrets        | US51 Gold · (28 Wo.)US | R&B6 (30 Wo.)R&B |             |
| 1978 | Loveshine      | US32 Gold · (19 Wo.)US | R&B10 (25 Wo.)R&B |             |
| 1979 | Candy          | US46 Gold · (22 Wo.)US | R&B7 (25 Wo.)R&B |             |
| 1980 | Spirit of Love | US30 Gold · (20 Wo.)US | R&B7 (21 Wo.)R&B |             |
| 1980 | Touch          | US51 (19 Wo.)US | R&B7 (26 Wo.)R&B |             |
| 1981 | 7              | US82 (13 Wo.)US | R&B17 (26 Wo.)R&B |             |
| 1982 | To the Max     | US115 (29 Wo.)US | R&B9 (48 Wo.)R&B |             |
| 1983 | Fever          | US105 (21 Wo.)US | R&B12 (28 Wo.)R&B |             |
| 1985 | Electric Lady  | US62 (26 Wo.)US | R&B9 (36 Wo.)R&B |             |
| 1986 | Burnin’ Love   | US121 (11 Wo.)US | R&B25 (16 Wo.)R&B |             |

Weitere Alben
- 1973: Organized Con Funk Shun
- 1973: The Memphis Sessions
- 1976: Con Funk Shun

### Livealben
| Jahr | Titel           | Höchstplatzierung, Gesamtwochen, AuszeichnungChartplatzierungen (Jahr, Titel, Platzierungen, Wochen, Auszeichnungen, Anmerkungen) | Höchstplatzierung, Gesamtwochen, AuszeichnungChartplatzierungen (Jahr, Titel, Platzierungen, Wochen, Auszeichnungen, Anmerkungen) | Anmerkungen |
| Jahr | Titel           | US | R&B | Anmerkungen |
| ---- | --------------- | --- | --- | ----------- |
| 1996 | Live For Ya A** | — | R&B74 (2 Wo.)R&B |             |

### Kompilationen
| Jahr | Titel                     | Höchstplatzierung, Gesamtwochen, AuszeichnungChartplatzierungen (Jahr, Titel, Platzierungen, Wochen, Auszeichnungen, Anmerkungen) | Höchstplatzierung, Gesamtwochen, AuszeichnungChartplatzierungen (Jahr, Titel, Platzierungen, Wochen, Auszeichnungen, Anmerkungen) | Anmerkungen |
| Jahr | Titel                     | US | R&B | Anmerkungen |
| ---- | ------------------------- | --- | --- | ----------- |
| 1993 | The Best of Con Funk Shun | — | R&B43 (12 Wo.)R&B |             |

### Singles
| Jahr | Titel Album                                  | Höchstplatzierung, Gesamtwochen, AuszeichnungChartplatzierungen (Jahr, Titel, Album, Platzierungen, Wochen, Auszeichnungen, Anmerkungen) | Höchstplatzierung, Gesamtwochen, AuszeichnungChartplatzierungen (Jahr, Titel, Album, Platzierungen, Wochen, Auszeichnungen, Anmerkungen) | Höchstplatzierung, Gesamtwochen, AuszeichnungChartplatzierungen (Jahr, Titel, Album, Platzierungen, Wochen, Auszeichnungen, Anmerkungen) | Anmerkungen |
| Jahr | Titel Album                                  | UK | US | R&B | Anmerkungen |
| ---- | -------------------------------------------- | --- | --- | --- | ----------- |
| 1976 | Sure Feels Good To Me Con Funk Shun          | — | — | R&B66 (8 Wo.)R&B |             |
| 1977 | Confunkshunizeya Secrets                     | — | — | R&B31 (11 Wo.)R&B |             |
| 1977 | Ffun Secrets                                 | — | US23 (13 Wo.)US | R&B1 (21 Wo.)R&B |             |
| 1978 | Shake And Dance With Me Loveshine            | — | US60 (6 Wo.)US | R&B5 (17 Wo.)R&B |             |
| 1978 | So Easy Loveshine                            | — | — | R&B28 (9 Wo.)R&B |             |
| 1979 | (Let Me Put) Love on Your Mind Candy         | — | — | R&B24 (12 Wo.)R&B |             |
| 1979 | Chase Me Candy                               | — | — | R&B4 (21 Wo.)R&B |             |
| 1980 | Da Lady Candy                                | — | — | R&B60 (6 Wo.)R&B |             |
| 1980 | By Your Side Spirit Of Love                  | — | — | R&B27 (13 Wo.)R&B |             |
| 1980 | Got To Be Enough Spirit Of Love              | — | — | R&B8 (18 Wo.)R&B |             |
| 1980 | Happy Face Spirit Of Love                    | — | — | R&B87 (4 Wo.)R&B |             |
| 1981 | Lady’s Wild Touch                            | — | — | R&B42 (11 Wo.)R&B |             |
| 1981 | Too Tight Touch                              | — | US40 (10 Wo.)US | R&B8 (20 Wo.)R&B |             |
| 1981 | Bad Lady 7                                   | — | — | R&B19 (13 Wo.)R&B |             |
| 1982 | Straight From The Heart 7                    | — | — | R&B79 (4 Wo.)R&B |             |
| 1982 | Ain’t Nobody, Baby To The Max                | — | — | R&B31 (12 Wo.)R&B |             |
| 1983 | Ms. Got-The-Body To The Max                  | — | — | R&B15 (13 Wo.)R&B |             |
| 1983 | Love’s Train/You Are The One To The Max      | — | — | R&B47 (7 Wo.)R&B |             |
| 1983 | Baby I’m Hooked (Right into Your Love) Fever | — | US76 (5 Wo.)US | R&B5 (20 Wo.)R&B |             |
| 1984 | Don’t Let Your Love Grow Cold Fever          | — | — | R&B33 (12 Wo.)R&B |             |
| 1985 | Electric Lady                                | — | — | R&B4 (17 Wo.)R&B |             |
| 1985 | I’m Leaving Baby Electric Lady               | — | — | R&B12 (17 Wo.)R&B |             |
| 1985 | Tell Me What You’re Gonna Do Electric Lady   | — | — | R&B47 (10 Wo.)R&B |             |
| 1986 | Burnin’ Love                                 | UK68 (16 Wo.)UK | — | R&B8 (16 Wo.)R&B |             |
| 1986 | She’s a Star Burnin’ Love                    | — | — | R&B80 (5 Wo.)R&B |             |
| 1996 | Throw It Up, Throw It Up Live For Ya A**     | — | — | R&B84 (4 Wo.)R&B |             |

Weitere Singles
- 1974: Clique